# Matematyka konkretna
Matematyka konkretna – tytuł książki autorstwa Ronalda Grahama, Donalda Knutha i Orena Patashnika, a zarazem nazwa pewnego ruchu matematycznego i działu matematyki ściśle powiązanego z matematyką stosowaną.

## Gra słów
W języku angielskim termin Concrete Mathematic oznacza też "matematykę betonową" albo "twardą matematykę". Według autorów jest to mieszanina matematyki ciągłej i dyskretnej – w języku angielskim CONtinuous and disCRETE.

## Historia powstania książki i dyscypliny
W 1968 roku John Hammersley napisał prowokujący artykuł zatytułowany O osłabieniu umiejętności matematycznych przez Matematykę Współczesną i przez jej podobne papki intelektualne serwowane w szkołach i na uniwersytetach. Jednocześnie jeden z autorów Matematyki konkretnej, Donald E. Knuth, autor innego fundamentalnego dzieła Sztuka programowania, zorientował się, że studentom brakuje narzędzi matematycznych. Tytuł wykładu, prowadzonego na uniwersytecie w Stanford w latach 70. XX wieku, a następnie książki, miał stanowić antidotum na coś, co się wtedy nazywało Matematyką Abstrakcyjną, albo Nową Matematyką. Celem, jaki postawili sobie autorzy, było przywrócenie sprawności rachunkowej, umiejętności rozwiązywania konkretnych problemów i ukazanie matematycznego piękna przypadków szczególnych.